# Кнапский, Гжегож
Гжегож Кнапский или Кнапиус (пол. Grzegorz Knapski; лат. Cnapius; ок.1564, Гродзиск-Мазовецкий — 12 ноября 1638, Краков) — польский иезуит, филолог, лексикограф, паремиолог, поэт, драматург, энциклопедист, педагог.

## Биография
Предположительно, был сыном швейцарца, из мещан. Учился в школах Варшавы, с 1582 года — в иезуитском колледже в Пултуске. В 1585 году вступил в орден иезуитов в Калише. Преподавал в иезуитских школах математику, риторику и богословие.
В 1587 года завершил изучение философии в Познани и Пултуске. В 1594—1598 годах окончил четырёхлетний курс богословия в Вильно. Там же в 1595 году написал на латыни и поставил трагедию «Philopater», а через год — вторую «Felicitas».
В 1598 году он стал префектом иезуитской школы в Познани. Был рукоположён. В 1603—1613 годах жил в Люблине, в Познани и Кракове. В 1604 году он написал и поставил трагедию на которой присутствовал епископ Краковский Бернард Мациевский. В 1614—1617 годах жил во Львове и Ярославе.
Хорошо знал греческий язык и писал стихи на этом языке.
Поставил себе целью составить обширный словарь польского языка, лексикография которого в то время лишь зарождалась.
Первое издание его словаря вышло в 1621 году, под заглавием: «Thesaurus polono-latino-graecus seu promtuarium linguae latinae et graecae Polonorum usui accomodatum»; его продолжение вышло в 1626 и 1632 годах, причём в последнем томе, озаглавленном «Adagia polonica selecta etc.», помещены польские пословицы, наряду со сходными с ними по значению латинскими и греческими. Этот громадный труд Г. Кнапского и до сих пор не потерял своего значения.
Кнапский был ревностным противником «макаронизации» польской речи латинскими и итальянскими словами. Многие польские поговорки, идиотизмы и древние слова впервые нашли у автора попытку объяснения. Извлечения из его словаря, под заглавием «Idiotismi polonici», несколько раз издавались в Познани (1731, 1743, 1744 и др.), Вильно (1753, 1766), Калише (1765), Люблине и др.
Он же предоставил материал для труда Б. Вороновского: «Słownik polsko-laciński» (Калиш, 1769, 1787).